# Motivatie

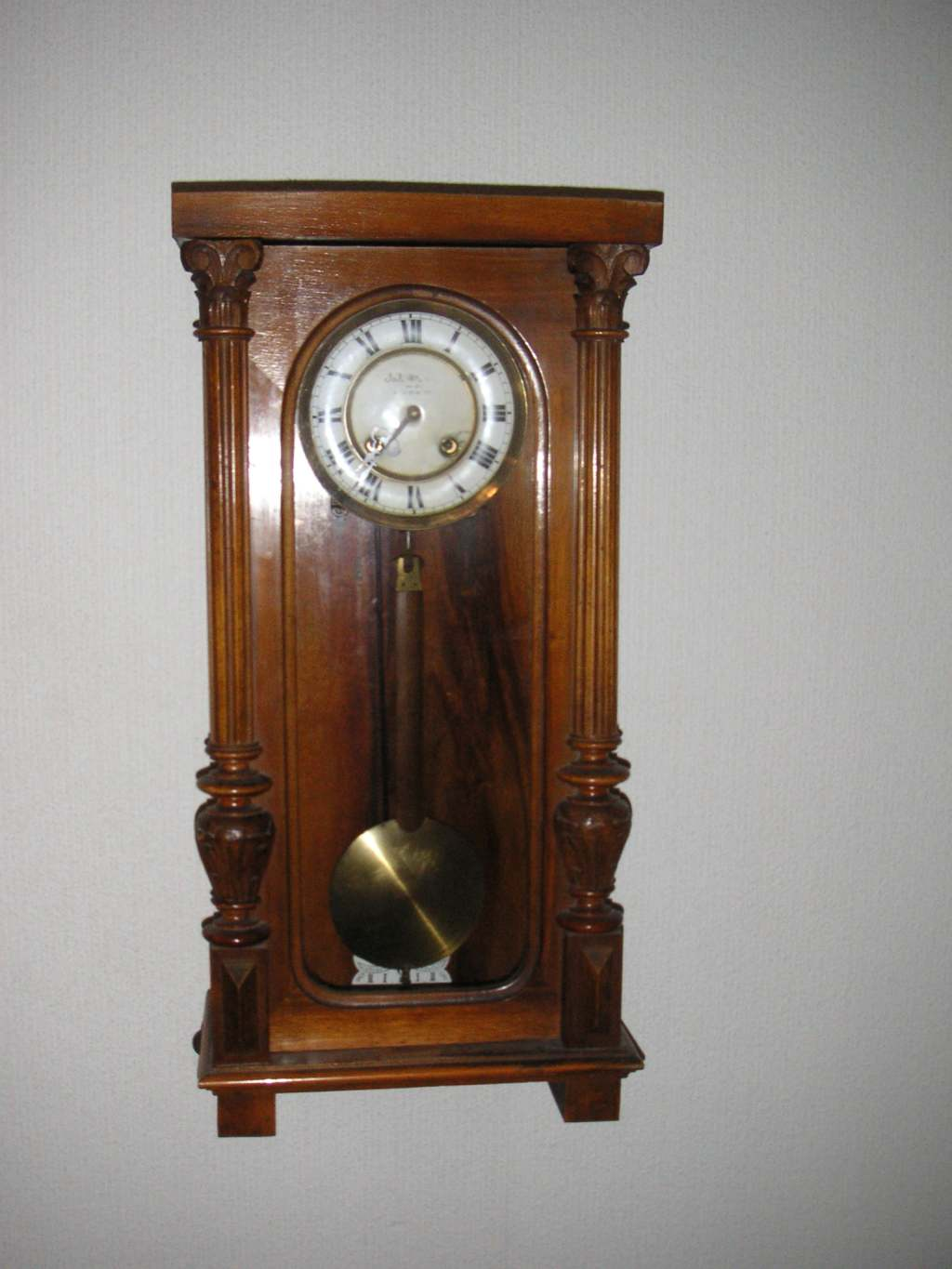
Een klok, gemotiveerd door een slinger, de technische betekenis van motivatie.

Motivatie is datgene wat een individu tot bepaald gedrag drijft, in een andere betekenis is het de verzameling argumenten die tot een bepaalde slotsom voert, ofwel de onderbouwing van iets, ook motivering genoemd. Dit artikel behandelt de eerste betekenis.
Motivatie heeft invloed op de initiatie, richting, intensiteit en volharding van het menselijk gedrag. Motivatie ontstaat uit een samenspel tussen de biologische (aangeboren) en cultuurafhankelijke (aangeleerde) eigenschappen van een individu en de omgeving van dat individu. Zo kan honger ervoor zorgen dat een individu eet (een aangeboren behoefte) of door de ouders aangeleerde ambitie dat een student een tentamen voorbereidt. Motivatie is een belangrijk begrip in verschillende disciplines, zoals de psychologie, pedagogiek, onderwijskunde en criminologie.
Omdat motivatie met alles dat een mens tot handelen beweegt te maken heeft, is het een complex onderwerp waarover vele verschillende theorieën en perspectieven geformuleerd zijn. Zelfs de definitie van motivatie kan sterk verschillen. Veel van de theorieën over motivatie hebben te maken met de verschillende factoren die motivatie beïnvloeden. Dit kunnen behoeften zijn, zelf geformuleerde doelen, de eigen mening over de moeilijkheidsgraad van het doel en de eigen vaardigheden, maar ook beloningen of straffen. De verschillende perspectieven leggen het gewicht bij verschillende factoren.

## Intrinsieke en extrinsieke motivatie
Een vaak gehanteerd onderscheid van verschillende soorten bronnen van motivatie is dat tussen intrinsieke en extrinsieke motivatie. De theoretische afbakening tussen deze twee begrippen is niet altijd helder. Volgens de zelfbeschikkingstheorie ontstaat extrinsieke motivatie vanuit een externe bron, bijvoorbeeld het vooruitzicht op een beloning of een straf bij een bepaalde handeling. Bij intrinsieke motivatie komt de motivatie vanuit de persoon zelf. Deze handelt niet om een externe beloning te bemachtigen of een straf te ontkomen, maar vanwege de intrinsieke waarde van de activiteit op het moment zelf of voor het behalen van een doel in de toekomst. Metaforisch beschreven: bij intrinsieke motivatie draait het om het spel en bij extrinsieke motivatie om de knikkers.
Naast een verschil in hun oorspronkelijke bron zijn er ook verschillen tussen de werking van intrinsieke en extrinsieke motivatie. Mensen die in een situatie intrinsiek handelen zijn volgens de zelfbeschikkingstheorie onder andere creatiever, hebben een hogere inzet, hogere gevoelens van zelfcompetentie en trots en meer plezier in hun taakuitvoering. Extrinsieke motivatie kan de intrinsieke motivatie verdringen. Een persoon die een activiteit eerst vanwege haar inherente waarde voor zichzelf uitvoerde, gaat zich concentreren op de beloning en wordt zo niet dubbel zo gemotiveerd (door een combinatie van intrinsieke en extrinsieke motivatie), maar mogelijk juist minder gemotiveerd op de langere termijn, omdat intrinsieke motivatie duurzamer kan zijn. Wetenschappers verschillen van mening over de mate waarop dit alles gebeurt en of dit überhaupt gebeurt.
Alfie Kohn is een vertegenwoordiger van de wetenschappers die extrinsieke motivatie zien als dodelijk voor de intrinsieke motivatie. Hij geeft tal van voorbeelden waaruit blijkt dat dit inderdaad het geval is.

## Behoeften
Om de vraag te beantwoorden waarom een mens tot iets gemotiveerd is, wordt soms het concept van (psychologische) behoeften gebruikt, dat oorspronkelijk sterk beïnvloed is door humanistische wetenschappers als Erich Fromm, Carl Rogers en Abraham Maslow. Volgens hen hebben mensen behoeften en ontstaat van hieruit motivatie om deze behoeften te bevredigen. Veel theorieën over behoeften stellen dat er universele basisbehoeften zijn die alle mensen met elkaar delen. In theorieën zoals de bekende behoeftehiërarchie van Maslow worden behoeften hiërarchisch ingedeeld: pas als aan de lagere behoeftes zoals honger en veiligheid is voldaan, gaat een mens streven naar bijvoorbeeld erkenning en zelfverwezenlijking. Zulke hiërarchische indelingen zijn echter controversieel en moderne theorieën over behoeften bevatten dan ook vaak lijsten met behoeften die personen tegelijkertijd kunnen nastreven. Een voorbeeld van een moderne theorie over behoeften is de zelfdeterminatietheorie.

## De invloed van verwachtingen op motivatie
De motivatie van een persoon wordt sterk beïnvloed door de verwachtingen die deze heeft over de eigen effectiviteit, de moeilijkheidsgraad van een handeling en de mogelijke uitkomst(en) van zijn handelen. Een persoon zal logischerwijs minder gemotiveerd zijn tot een handeling waarvan deze verwacht dat die nooit zal slagen of tot niets goeds zal leiden. De invloed van verwachtingen op de motivatie is uitgewerkt in diverse theorieën.

### Zelfeffectiviteit
Zelfeffectiviteit is het vertrouwen van een persoon in de eigen bekwaamheid om met succes invloed uit te oefenen op zijn of haar omgeving, bijvoorbeeld door een bepaalde taak te volbrengen of een probleem op te lossen. Zelfeffectiviteit wordt als een belangrijk element gezien in theorieën over motivatie. Personen zijn sneller gemotiveerd voor een bepaalde handeling als zij het idee hebben dat zij over de bekwaamheid beschikken om deze met succes te verrichten. Zij zullen volgens Albert Bandura, die de zelfeffectiviteitstheorie heeft opgesteld, het gedrag sneller ontplooien en doorzetten. Zelfeffectiviteit heeft invloed op vele gebieden, bijvoorbeeld de motivatie voor het onderwijs en de beroepskeuze.

### Verwachtingstheorie
De verwachtingstheorie van Victor Vroom is een wetenschappelijke theorie over motivatie. Volgens de verwachtingstheorie hangt de sterkte van motivatie voor een handeling af van drie factoren: verwachting, instrumentaliteit en valentie. Als mensen de keuze hebben tussen verschillende handelingsopties, zullen zij kiezen voor de optie met de grootste motivatiesterkte. De theorie is met name geënt op motivatie binnen werkomgevingen.

### Fantasie
Als een persoon een doel wil behalen, zal het vaak zo zijn dat deze eerst een positieve fantasie over dit doel heeft. Volgens psycholoog Gabriëlle Oettingen is er een belangrijke relatie tussen fantasie en motivatie. Iemand zal het meest gemotiveerd zijn als deze een positieve fantasie over het behaalde doel heeft en deze fantasie contrasteert met wat er gebeurt als de benodigde inzet niet wordt geleverd. Blijft het alleen bij de positieve fantasie, dan neemt de motivatie juist af, volgens Oettingen wellicht omdat de geest voor de gek gehouden wordt door de fantasie en denkt dat het doel al is behaald. In haar diverse onderzoeken hadden proefpersonen die fantaseerden zonder dat zij een contrast aanbrachten een minder grote kans op het behalen van hun doel en toonden zij zich minder gemotiveerd.

## Toestands- versus actieoriëntatie
Julius Kuhl introduceerde het concept toestands- versus actieoriëntatie (state vs. action orientation). Personen die gecommitteerd zijn aan een zeker doel, over action control beschikken en streven een redelijk moeilijk doel te behalen, zullen gemotiveerd zijn om een zeker doel te bereiken en hoogstwaarschijnlijk een actieoriëntatie ontwikkelen bij het handelen om dichter bij het doel te komen. In deze oriëntatie richt de persoon zich voornamelijk op facetten die helpen om het handelen richting doel (blijvend) uit te voeren. Die facetten kunnen zijn; de ontwikkeling van strategieën, het blokkeren van emoties die het handelen in de weg staan, het stimuleren van cognities die het handelen bevorderen en het open staan voor specifieke informatie die relevant is voor het naderen van het doel en blokkeren van irrelevante informatie.
Personen die niet verbonden zijn met het gestelde doel, of die te maken krijgen met een onmogelijke taak, zullen zeer waarschijnlijk een toestandsoriëntatie ontwikkelen. In deze oriëntatie richt de persoon zich voornamelijk op facetten die niet helpen om het handelen richting doel (blijvend) uit te voeren. Die facetten kunnen zijn; het focussen op emoties die het handelen in de weg staan, het focussen op cognities die het handelen in de weg staan en het open staan voor alle informatie die voorbijkomt.
Of iemand een actie- of toestandsoriëntatie ontwikkelt, hangt af van een viertal factoren:
- de huidige toestand;
- de toekomstige/gewenste toestand (het doel);
- de discrepantie tussen huidige en toekomstige/gewenste toestand;
- alternatieven om die discrepantie te kunnen reduceren.

Er bestaan ook min of meer stabiele verschillen in actie- versus toestandsoriëntatie. Deze individuele verschillen kunnen worden gemeten aan de hand van een vragenlijst, de ACS90. De ACS90 heeft twee subschalen. De eerste subschaal meet actie- versus toestandsoriëntatie na een faalervaring (AOF). De tweede subschaal meet actie- versus toestandsoriëntatie in beslissingssituaties (AOD). De ACS90 is een betrouwbaar instrument met goede psychometrische eigenschappen. Een Nederlandse vertaling van de ACS90 is ontwikkeld door Sander Koole en collega's.
Individuele verschillen in actie- versus toestandsoriëntatie, gemeten door middel van de ACS90, blijken een belangrijke voorspeller van gedrag  te zijn in een groot aantal uiteenlopende domeinen. De AOF-schaal voorspelt onder meer de neiging tot piekeren, prestatieafname na een faalervaring, vervreemding, conformiteit en emotieregulatie. De AOD-schaal voorspelt onder meer besluitvaardigheid, functioneren van het werkgeheugen, de efficiëntie waarmee gedragsintentie wordt omgezet, en emotieregulatie. Emotieregulatie is volgens recente inzichten de centrale component van individuele verschillen in actie- versus toestandsoriëntatie. Actiegeoriënteerden lijken vaardiger in het omgaan met negatieve gevoelens dan toestandsgeoriënteerden. De uiteenlopende effecten van actie- versus toestandsoriëntatie zijn dus mogelijk terug te voeren op een verschil in emotieregulatievaardigheden tussen actie- versus toestandsgeoriënteerden. Deze verschillen in emotieregulatievaardigheden ontstaan waarschijnlijk tijdens de opvoeding, al is het mogelijk om actie- versus toestandsoriëntatie ook op latere leeftijd nog te veranderen.

## Varia
- Behalve in de hier beschreven betekenis kan motivatie ook gebruikt worden in de zin van onderbouwing, hoewel sommigen daarvoor bij voorkeur motivering gebruiken.[15]